# Pteronemobius
Pteronemobius är ett släkte av insekter. Pteronemobius ingår i familjen syrsor.

## Dottertaxa tillPteronemobius, i alfabetisk ordning[1]
- Pteronemobius abruptus
- Pteronemobius aethiops
- Pteronemobius albolineatus
- Pteronemobius ambiguus
- Pteronemobius amplipennis
- Pteronemobius annulicornis
- Pteronemobius aquaticus
- Pteronemobius ara
- Pteronemobius arima
- Pteronemobius bagua
- Pteronemobius belteros
- Pteronemobius binnali
- Pteronemobius birmanus
- Pteronemobius biroi
- Pteronemobius camerunensis
- Pteronemobius cantor
- Pteronemobius caryochron
- Pteronemobius caudatus
- Pteronemobius chapadensis
- Pteronemobius chopardi
- Pteronemobius crassus
- Pteronemobius cristobalensis
- Pteronemobius dentatus
- Pteronemobius dispar
- Pteronemobius dumosus
- Pteronemobius eneplos
- Pteronemobius gagooris
- Pteronemobius garrotis
- Pteronemobius gorochovi
- Pteronemobius hafferli
- Pteronemobius hargreavesi
- Pteronemobius heydenii
- Pteronemobius hirsitulus
- Pteronemobius indicus
- Pteronemobius jacobsoni
- Pteronemobius kinabaluensis
- Pteronemobius kinurae
- Pteronemobius krakatau
- Pteronemobius kurtshevae
- Pteronemobius lineolatus
- Pteronemobius longipennis
- Pteronemobius longispinus
- Pteronemobius luzonicus
- Pteronemobius maculosus
- Pteronemobius majumdari
- Pteronemobius malgachus
- Pteronemobius meridionalis
- Pteronemobius mime
- Pteronemobius minutus
- Pteronemobius monochromus
- Pteronemobius montanus
- Pteronemobius montigenus
- Pteronemobius neimongolensis
- Pteronemobius nigriscens
- Pteronemobius nigritus
- Pteronemobius nigrofasciatus
- Pteronemobius nitidus
- Pteronemobius niveipalpus
- Pteronemobius novarae
- Pteronemobius nowinga
- Pteronemobius nundra
- Pteronemobius obscurior
- Pteronemobius obscurus
- Pteronemobius occidentalis
- Pteronemobius ohmachii
- Pteronemobius opia
- Pteronemobius ornaticeps
- Pteronemobius pantelchopardorum
- Pteronemobius panteli
- Pteronemobius paranae
- Pteronemobius perbonus
- Pteronemobius picinus
- Pteronemobius pilicornis
- Pteronemobius pinus
- Pteronemobius pseudotaprobanensis
- Pteronemobius qinghaiensis
- Pteronemobius quadrilineatus
- Pteronemobius regulus
- Pteronemobius ruficeps
- Pteronemobius rufipes
- Pteronemobius rufus
- Pteronemobius sanaco
- Pteronemobius santacruzensis
- Pteronemobius schunkei
- Pteronemobius setiger
- Pteronemobius sjostedti
- Pteronemobius subapterus
- Pteronemobius sulfurariae
- Pteronemobius tabacu
- Pteronemobius tagalicus
- Pteronemobius tarrios
- Pteronemobius tonina
- Pteronemobius trispinosus
- Pteronemobius troitzkyi
- Pteronemobius truncatus
- Pteronemobius unicolor
- Pteronemobius warrakarra
- Pteronemobius yezoensis